# Peter Ackroyd
Pour les articles homonymes, voir Ackroyd (homonymie).
Peter Ackroyd, né à East Acton (Londres) le 5 octobre 1949, est un écrivain, romancier, essayiste et critique littéraire britannique. Lauréat de la Royal Society of Literature en 1984, il est l'auteur de plusieurs best-sellers, parmi lesquels son ouvrage sur Londres, paru en 2000. Il est également l'auteur de livres pour enfants et de documentaires télévisés.

## Biographie
Peter Ackroyd lisait les journaux dès l'âge de 5 ans, et à 9 ans il écrivit une pièce sur Guy Fawkes. Très jeune, aussi, il découvrit son homosexualité.
Après des études à l'école de St Benedict, à Ealing, puis au Clare College, il obtint une bourse pour l'université Yale, aux États-Unis. 
De 1973 à 1977, il fut critique littéraire au magazine The Spectator, dont il devint rédacteur en chef adjoint en 1978.
Sélectionné pour le Booker Prize en 1987, il obtint le James Tait Black Memorial Prize en 1998 pour sa biographie de Thomas More.

## Distinctions
- Commandeur de l'ordre de l'Empire britannique

## Œuvres

### Ouvrages traduits en français
- Le Golem
- Dickens
- Chaucer
- Shakespeare
- L’Architecte assassin [titre original : Hawksmoor], éd. Le Promeneur, 1990
- Premières Lueurs [titre original : First Light], éd. Le Promeneur, 1992
- La Mélodie d'Albion, Gallimard, coll. « Le Promeneur », 1993
- La Maison du docteur Dee, Gallimard, coll. « Le Promeneur », 1996
- Le Golem de Londres [titre original :Dan Leno and the Limehouse Golem – 1994 (autre titre : The Trial of Elizabeth Cree)], Robert Laffont, Pavillons 1996
- Le Testament d'Oscar Wilde
- Londres, la biographie, Stock, 2003
- La Mélodie d’Albion, traduit par Bernard Turle, R. Laffont, coll. « Bibliothèque Pavillons », 2005
- William et Cie [titre original : The Lambs of London], traduit par Bernard Turle, ed. Philippe Rey, 2006
- La Chute de Troie, traduit par Bernard Turle, ed. Philippe Rey, 2008
- Edgar Allan Poe : Une vie coupée court [titre original : Poe: A life cut short], traduit par Bernard Turle, ed. Philippe Rey, 2010
- Les Carnets de Victor Frankenstein [titre original : The Casebook of Victor Frankenstein], traduit par Bernard Turle, ed. Philippe Rey, 2011
- Trois frères [titre original : Three Brothers], traduit par Bernard Turle, ed. Philippe Rey, 2015
- Charlie Chaplin, traduit par Bernard Turle, ed. Philippe Rey, 2016[2]
- Queer City. L'homosexualité à Londres, des Romains à nos jours, ed. Philippe Rey, 2018

### Ouvrages en langue anglaise

#### Fiction
- The Great Fire of London – 1982
- The Last Testament of Oscar Wilde – 1983
- Hawksmoor – 1985
- Chatterton – (sélectionné pour le Booker Prize, 1987)
- First Light – 1989
- English Music – 1992
- The House of Doctor Dee – 1993
- Milton in America – 1996
- The Plato Papers – 1999
- The Clerkenwell Tales – 2003
- The Lambs of London – 2004
- The Fall of Troy – 2006
- The Casebook of Victor Frankenstein - 2008
- The Canterbury Tales – A Retelling - 2009
- Three Brothers - 2013

#### Essais
- Notes for a New Culture: An Essay on Modernism – 1976
- Dressing Up: Transvestism and Drag: The History of an Obsession – 1979
- T. S. Eliot: À Life – 1984
- Dickens' London: An Imaginative Vision – 1987
- The Life of Thomas More – 1988
- Ezra Pound and his World – 1989
- Dickens – 1990
- An Introduction to Dickens – 1991
- Blake – 1996
- London: The Biography – 2000
- Albion: The Origins of the English Imagination – 2002
- Chaucer (first in planned series of Ackroyd's Brief Lives) – 2005
- Shakespeare: The Biography – 2005
- Turner (second book in the 'Brief Lives' series) – 2006
- Newton (third book in the 'Brief Lives' series) – 2007
- Thames: Sacred River – 2007

#### Littérature pour enfants
- The Beginning – 2003
- Escape From Earth – 2004
- Kingdom of the Dead – 2004
- Cities of Blood – 2004
- Ancient Greece – 2005
- Ancient Rome – 2005

#### Théâtre
- The Mystery of Charles Dickens – 2000

### Télévision
- 2004, London (television)
- 2006 The Romantics
- 2007 London Visions, (documentary series) Artsworld.

### Cinéma
- 2016 Golem, le tueur de Londres, réalisation Juan Carlos Medina